# Tony Banks
Tony Banks (født 27. marts 1950  i East Hoathly with Halland, East Sussex, England) er en engelsk musiker som er bedst kendt, som værende et af de stiftende medlemmer af det legendariske band Genesis.